# 根岸由太郎
根岸 由太郎（ねぎし よしたろう、1873年2月10日 - 1960年3月2日）は、日本の英文学者、教育者、翻訳家。立教大学文学部英文学科元教授、一般教養部元教授。

## 人物・経歴
群馬県出身で、赤城山下の片田舎で育つ。
1883年から1990年頃に、憧れの地であった東京に出て、学ぶ場所を探す。当時、金持ちの友人は慶應義塾へ行き、タイトルを欲する者は東京大学に趣き、いわゆる書生たちは神田の私立学校や下宿にごろつき歩く世の中であった。

由太郎は、英語が達者になりたいという一念で築地居留地をぶらついて、見つけたのが立教大学だった。
地元の群馬で、英語の素養として、辛うじてウィリアム・スウィントンの『万国史』の訳読が出来る程度であり、これまで外国人を見たことがなく、ましてや会話をする機会など全くなかったが、この頃、森有礼の方針で英語の研究が大いに高まった時代であった。
立教大学校への入学
立教大学に入学することを決めた由太郎は、手続きのため大学に行くと、小使いの案内で一室に通され、そこに現れたのは、身長6尺（約182cm）の一人のスポルトな英国紳士で、鼻筋が高く、顔面の奥には鋭く光る眼差しがあるが、なんとなく親切な人であった。この人が、立教大学校初代校長のジェームズ・ガーディナーであった。ガーディナーから今日は何事かと聞かれ、流暢な英語で応えようとしたが、この時は勿論できず、恐る恐る日本語で入学したい旨を語った。
入学試験は、空欄に英語を記入するだけのものであったが、なかなか難しいものだった。第一に空欄の横にある英語が一先ず理解できなかったが、しばらく考えて空欄に書き入れ、試験をめでたくパスすることができた。その日は得意顔で宿所に帰り、翌日より晴れて大学校学生となった。田舎の私塾で、文章規範や日本外史を学ぶ傍らで、リードルやパーレーの万国史を読んでいた青年が、東京に出た甲斐があり、大学生となって故郷の友人・知人に合わす顔があると喜んだ。
立教大学校での授業
入学した翌日に、午前8時に学校へ行き、早速キリスト教の礼拝に遭遇した。讃美歌も祈祷も知らず、他の人が立てば自分も立ち、他の人が跪けば自分も跪き、無事に礼拝を終えて教室へ出ることができた。
初日の教室では、何をしたか明瞭な記憶は残っていないが、貫元介（立教大学元教授・貫民之助の父）が亦赤色カバーのロングマンや、リードルの第三を講じた。最初の訳読の授業は黙読で済んだ。次の時間が、ガーディナーによるウィリアム・スウィントンの文典の講義であったが、英語が耳に触れた程度で、その意味を理解することができず狼狽するとともに癪にさわった。隣の同級生はどうかと見ると、皆その意味を理解しているといった顔色をしていた。
次の授業は工藤精一（札幌農学校元教授）による代数の初級で、教科書はウエントフォス著のalgebra（代数学）であったが、工藤の舶来の英語に感心した。
前橋聖マッテア教会
1889年2月24日、米国聖公会宣教師H・S・ジェフェリー師が前橋市北曲輪町裁判所隣の岩上氏宅の一室を借りて集会を開く。同年10月6日に最初の日本人伝道師の大生閑太郎が赴任するが、同時に根岸由太郎が通訳者として伝道を助けた。

1892年には、現在地を購入取得し、1900年には礼拝堂が聖別され「前橋聖マッテア教会」の名が付けられた。教会は、第二次大戦の終戦間際の1945年8月5日に空襲で焼失するが、終戦後、同教会は「マキム主教記念聖堂」としてアメリカ聖公会の支援を受け1951年に再建され現在に至っている。
大学教員、学者として
母校である立教大学の文学部英文学科教授および、一般教養部の教授を務め、英文学を教えた。
また、同大学の人事課長も務めた。
1932年に、内藤益利、落合格一、矢島武雄らが主唱者となり立教大学軟式テニス部（現・ソフトテニス部）が学友会部外団体として活動を開始すると、初代部長となり、1937年まで務めた。
1939年（昭和14年）、比島（フィリピン）大学に交換教授として赴任。
一般社団法人日本聖徒アンデレ同胞会での活動
1927年(昭和2年)、ポール・ラッシュ（立教大学教授）によって立教大学に米国聖アンデレ同胞会日本支部が発足し、青年運動団体として結成されるが、会長に根岸由太郎、総務書記にカール・ブランスタッド、共同総書記にポール・ラッシュ、共同書記に宅間聖智、チャプレンに山縣雄杜三長老が選出された。
1931年(昭和6年)、米国聖アンデレ同胞会日本支部が米国から独立し「日本聖徒アンデレ同胞会（BSA）」が発足し、根岸由太郎が初代会長に就いた。名誉会長にはジョン・マキム監督、チャプレンに山縣雄杜三長老、総書記にカール・ブランスタッド、共同総書記にポール・ラッシュ、書記に宅間聖智が就任した。
ルーテル・アワーの初回放送
1951年（昭和26年）10月28日、日曜日の宗教改革主日にラジオ番組ルーテル・アワーが中部日本放送で放送開始となるが、記念すべき第1回目は当時、立教大学教授の根岸由太郎による説教が放送された。
その他
1941年（昭和16年）からは比律賓（フィリピン）協会の評議員も務めた。

## 親族
- 五男、根岸捨太（立教大学卒、日本圧電気常務、三菱銀行勤務[7][11]）
- 孫、根岸隆（捨太の長男、経済学者、東京大学名誉教授、東大経済を代表する巨匠）

## 著作
- 『堅実性の日本 : 日英両文』（東洋社） 1928

### 監修
- 『ティーン・エイジャーの夢』（鈴木啓正編、研究社） 1954.6

## 翻訳
- 『公会問答略解』（マクリーアル、聖公会書類会社） 1893.9
- 『出埃及記略解』（イー・アール・ウッドマン、大橋麟太郎共訳、日本聖公会書類会社） 1896.7
- 『教会史要』（ジョン・デヴィス、日本聖公会出版社） 1901.5